# Dlouhá Lhota (kraj południowomorawski)
Dlouhá Lhota – miejscowość i gmina (obec) w Czechach, w kraju południowomorawskim, w powiecie Blansko. W 2022 roku liczyła 139 mieszkańców.